# Подача самопливом

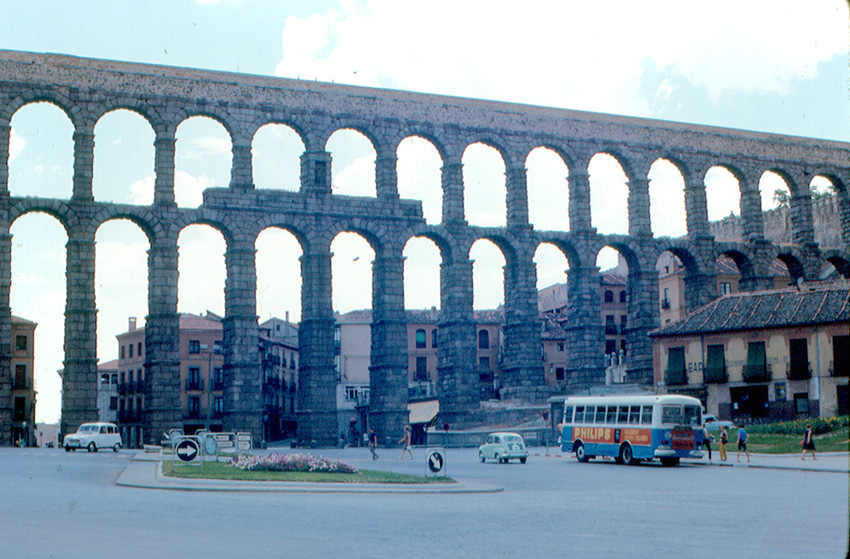
Старовинний акведук з подачею води самоплином

Подача самопливом це використання земного тяжіння для переміщення чогось (зазвичай рідини) з одного місця до іншого. Це простий спосіб переміщення води без допомоги насосу. Зазвичай використовується при подачі палива у двигуні внутрішнього згоряння при розташуванні паливного бака над двигуном, наприклад у мотоциклах, lгазонокосарках тощо. Іншим використанням можуть бути система полиць з картонним потоком.
Старовинні римські акведуки також мали подачу самопливом, для подачі води у віддалені селища. У цьому випадку подача води відбувалася за допомогою напору, з місця забору води до місця витоку у селищі, на яке діяла сила тяжіння; у той час як потік води протистоїть тертю у трубах, яке визначається насамперед від довжини і діаметра труби, а також його віку і матеріалу, з якого вона виготовлена.
Як один із прикладів використання подачі води самопливом, є постачання води до Авдіївки в травні 2018 року, під час російсько-української війни через неможливість налаштувати подачу води традиційними методами через російські обстріли.